# Bradley McGee
Pour les articles homonymes, voir McGee.

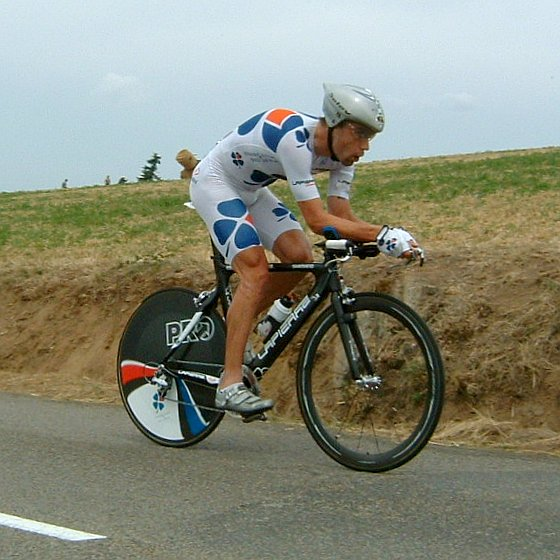
Bradley McGee au contre-la-montre du Tour de France 2005

Bradley McGee, né le 24 février 1976 à Sydney, est un ancien coureur cycliste australien. Professionnel de 1998 à 2008, il est champion olympique de poursuite par équipes aux Jeux olympiques de 2004 à Athènes, champion du monde de cette discipline en 1995 et champion du monde de poursuite individuelle en 2002. Sur route, il est vainqueur de la Route du Sud, d'étapes du Tour de France et du Tour d'Italie, porteur du maillot de leader du classement général des trois grands tours. Il dirige actuellement un centre d'entraînement de jeunes coureurs en Australie.

## Biographie

### Carrière cycliste

#### Jeunesse et carrière amateur
Bradley McGee commence le cyclisme à l'âge de dix ans. En 1993, il remporte les championnats d'Australie de poursuite individuelle et par équipes ainsi que ceux du contre-la-montre sur route dans la catégorie juniors. Aux championnats du monde juniors, il s'impose lors du tournoi de poursuite individuelle. Il prend en outre la troisième place de la course aux points et la quatrième de la poursuite par équipes. Ses résultats durant cette année lui valent de recevoir le Trophée Sir Hubert Opperman, récompensant le cycliste australien de l'année. En 1994, toujours en catégorie junior, il remporte quatre titres nationaux (poursuite individuelle et par équipes, scratch et course à l'élimination). Aux championnats du monde juniors, il conserve son titre en poursuite individuelle et y ajoute celui de la poursuite par équipes. Il participe à ses premiers Jeux du Commonwealth à Victoria en Colombie britannique, où il remporte également la médaille d'or en poursuite individuelle et en poursuite par équipes, avec Brett Aitken, Stuart O'Grady, Tim O'Shannessey, tous trois champions du monde de la discipline l'année précédente.
À partir de 1995, Bradley McGee évolue parmi les coureurs élites. Il remporte les championnats d'Australie de poursuite individuelle et par équipes. Aux championnats du monde à Bogota en Colombie, il devient champion du monde de poursuite par équipes avec son frère Rodney McGee, Stuart O'Grady et Tim O'Shannessey. Il se classe huitième du tournoi de poursuite individuelle, dont O'Grady prend la troisième place. 
L'année suivante, il dispute ses premiers Jeux olympiques à Atlanta, aux États-Unis. Il y décroche les médailles de bronze de la poursuite individuelle et de la poursuite par équipes avec Brett Aitken, Stuart O'Grady, Tim O'Shannessey et Dean Woods.  
Durant l'année qui suit les Jeux, il est malade à plusieurs reprises, ce qu'il expliquera plus tard par des excès lors de fêtes à son retour des JO, et un retour trop brutal à l'entraînement. Son passage chez les professionnels, prévu pour 1997, s'en trouve reporté d'une année. Il est toutefois à nouveau champion d'Australie de poursuite individuelle et par équipes en 1997 et établit de nouveaux records nationaux de l'heure (50,52 km) et du 4 000 mètres en 4 min 22 s 34.

#### Carrière professionnelle
Bradley McGee est devenu professionnel en 1998 au sein de l'équipe La Française des jeux. Avec la formation française, il a la particularité d'avoir porté le maillot de leader des trois grands tours : Tour de France, Tour d'Espagne et Tour d'Italie. Il a également remporté le prologue du Tour de France 2003 malgré une crevaison dans les 500 derniers mètres. Spécialiste de l'effort solitaire, mais limité en montagne, McGee réalise tout de même l'exploit de terminer huitième du Tour d'Italie en 2004.
Fidèle à La Française des jeux durant la presque totalité de sa carrière professionnelle, il signe un contrat avec le Team CSC en 2008.

### Reconversion
Il annonce sa retraite le 25 septembre 2008. Il devient directeur sportif au sein de l'équipe Saxo Bank, poste qu'il occupe jusqu'en fin d'année 2012. McGee repart ensuite en Australie diriger un centre de formation cycliste.
Il est également membre du club des Champions de la Paix, un collectif de cinquante-quatre athlètes de haut niveau créé par Peace and Sport, organisation internationale basée à Monaco et œuvrant pour la construction d'une paix durable grâce au sport.

## Palmarès sur piste

### Jeux olympiques
- Atlanta 1996
  -  Médaillé de bronze de la poursuite individuelle
  -  Médaillé de bronze de la poursuite par équipes
- Sydney 2000
  -  Médaillé de bronze de la poursuite individuelle
  - 5e de la poursuite par équipes
- Athènes 2004
  -  Champion olympique de poursuite par équipes (avec Luke Roberts, Graeme Brown et Brett Lancaster)
  -  Médaillé d'argent de la poursuite individuelle
- Pékin 2008
  - 4e de la poursuite par équipes
  - 9e de la poursuite individuelle

### Championnats du monde
- Bogota 1995
  -  Champion du monde de poursuite par équipes (avec Stuart O'Grady, Rodney McGee et Tim O'Shannessey)
  - 8e de la poursuite individuelle
- Ballerup 2002
  -  Champion du monde de poursuite individuelle
- Manchester 2008
  -  Médaillé de bronze de la poursuite par équipes
  - 5e de la poursuite individuelle

### Coupe du monde
- 1997
  - 1er de la poursuite individuelle à Quartu Sant'Elena
- 2004
  - 1er de la poursuite individuelle à Manchester
  - 3e de la poursuite par équipes à Manchester
- 2006-2007
  - 3e de la poursuite individuelle à Manchester
- 2007-2008
  - 1er de la poursuite par équipes à Los Angeles (avec Jack Bobridge, Mark Jamieson et Peter Dawson)

### Championnats du monde juniors
- 1993
  -  Champion du monde de poursuite individuelle juniors
  -  Médaillé de bronze de la course aux points juniors
- 1994
  -  Champion du monde de poursuite individuelle juniors
  -  Champion du monde de poursuite par équipes juniors (avec Ian Christison, Grigg Homan et Luke Roberts)

### Jeux du Commonwealth
- 1994
  -  Médaillé d'or de la poursuite individuelle
  -  Médaillé d'or de la poursuite par équipes (avec Brett Aitken, Stuart O'Grady et Tim O'Shannessey)
- 1998
  -  Médaillé d'or de la poursuite individuelle
  -  Médaillé d'or de la poursuite par équipes (avec Brett Lancaster, Luke Roberts, Michael Rogers et Timothy Lyons)
- Manchester 2002
  -  Médaillé d'or de la poursuite individuelle

### Jeux d'Océanie
- 1999
  -  Médaillé d'or de la poursuite individuelle
  -  Médaillé d'or de la poursuite par équipes

### Championnats d'Australie
- 1993
  -  Champion d'Australie de poursuite individuelle juniors
  -  Champion d'Australie de poursuite par équipes juniors
- 1994
  -  Champion d'Australie de poursuite individuelle juniors
  -  Champion d'Australie de poursuite par équipes juniors
  -  Champion d'Australie de scratch juniors
- 1995
  -  Champion d'Australie de poursuite individuelle
  -  Champion d'Australie de poursuite par équipes
- 1997
  -  Champion d'Australie de poursuite individuelle
  -  Champion d'Australie de poursuite par équipes

## Palmarès sur route

### Par année
| - 1991 - Champion d'Australie sur route débutants - 1993 - Champion d'Australie de contre-la-montre juniors - 1996 - 2e étape du Tour de Cologne - 2e du Grand Prix des Nations espoirs - 1999 - Prologue du Tour de Normandie - 3e (contre-la-montre) et 10e étapes du Tour de l'avenir - 3e du Duo normand (avec Frédéric Guesdon) - 2000 - 5ea étape du Herald Sun Tour - 2001 - 4e étape du Grand Prix du Midi libre - 2eb étape de la Route du Sud (contre-la-montre) - 2002 - Prologue du Critérium du Dauphiné libéré - 7e étape du Tour de France - 2e du Grand Prix Erik Breukink - 2e du Circuit de la Sarthe | - 2003 - 8e étape du Tour de Suisse (contre-la-montre) - Prologue du Tour de France - 6e étape du Tour des Pays-Bas - 2e du Tour des Pays-Bas - 3e du Tour de Picardie - 2004 - 2e étape de la Jayco Bay Classic - Prologue du Tour d'Italie - Prologue du Tour de Romandie - Route du Sud : - Classement général - 3e étape (contre-la-montre) - 8e du Tour d'Italie - 9e du Tour de Romandie - 2005 - Grand Prix de Villers-Cotterêts - 3e étape du Tour de Suisse - 8e du Tour de Suisse |  |

### Résultats sur les grands tours

#### Tour de France
5 participations
- 2001 : 83e
- 2002 : 109e, vainqueur de la 7e étape
- 2003 : 133e, vainqueur du prologue,  maillot jaune pendant 3 jours
- 2004 : abandon (5e étape)
- 2005 : 105e

#### Tour d'Italie
4 participations
- 2000 : 127e et dernier
- 2004 : 8e, vainqueur du prologue,  maillot rose pendant 2 jours
- 2006 : abandon (10e étape)
- 2008 : abandon (3e étape)

#### Tour d'Espagne
2 participations
- 2005 : abandon (12e étape),  maillot or pendant 4 jours
- 2007 : abandon (9e étape)

## Distinctions
- Espoir masculin de l'année aux Australian Sport Awards : 1993 et 1994
- Sir Hubert Opperman Trophy en 1993[2]
- Cycliste sur piste australien de l'année en 2002[6]
- Temple de la renommée du cyclisme en Australie